# Göran Arnberg
Göran Arnberg (Borlänge, 1 augustus 1957) is een voormalig Zweeds voetballer. Hij speelde als verdediger en sloot zijn profloopbaan in 1996 af bij IK Brage, de club die hij twintig jaar diende.

## Interlandcarrière
Arnberg speelde één officiële interland voor het Zweeds voetbalelftal: op 1 maart 1981 in Lahti tegen Finland (2-1) onder leiding van bondscoach Lars Arnesson. Ook doelman Thomas Ravelli (Östers IF) maakte in dat duel zijn debuut voor Zweden. In 1988 vertegenwoordigde Arnberg zijn vaderland bij de Olympische Zomerspelen in Seoel. Onder leiding van bondscoach Benny Lennartsson werd Zweden daar in de kwartfinale uitgeschakeld door Italië (1-2).